# ちょび
ちょび（1983年6月6日 - ）は、女性パチンコライター。身長:145cm。体重:37㎏。血液型:O型。座右の銘は「為せば成る」。

## 略歴・人物
広島県出身。
『パチンコ必勝ガイド』（ガイドワークス）の専属ライターとして活動する他、スカパー!のパチンコ・パチスロ関連チャンネルの番組にも出演している。
大学時代に付き合っていた彼氏に初めてパチンコ店に連れて行かれ、怖い場所と思っていたが実際にはそうではなく、また初めて打ったパチスロ（ジャグラー）で大勝したことで楽しさを知り常時打つようになる。

その後、通っていたホールの貯玉数上位だった常連の男性客に勝つ方法を自ら聞き、その教えに従い打っていくうちに常時勝てるようになり、そのままプロとなった。初めはパチスロだったが、5号機に変更されたのを機にパチンコを打つようになった。
専業プロとして活動していたが止めようと思うようになり、止めるに際し習得した技術を広めようと考え、その頃それまで興味のなかったパチンコ雑誌に徐々に興味をもち始めた時期でもあったことから、知人にパチンコライターのバイク修次郎を紹介してもらい業界入りした。
海賊王船長タックではキャプテン木村魚拓からいつも金づると言われている。
動物看護士の資格を持っている。
ペンネームの「ちょび」は、背の低いことを指す「ちび」に本名から「よ」の一文字を足したもの。
2016年11月8日、ツイッターで結婚を発表（実際の入籍は2016年5月）。

## 主な出演番組
- 第1回ゲストは大崎一万発 #9（2012年11月3日、パチ・スロ サイトセブンTV）
- 木村魚拓の窓際の向こうに #128（2013年8月4日、パチンコ★パチスロTV!）
- 海賊王船長タックシリーズ（パチ・スロ サイトセブンTV）
  - Season 2（2013年12月 - 2014年12月）
  - Season 3（2015年1月 - 2016年1月）
  - Season 4（2016年2月 - 2017年2月）
  - Season 5（2017年4月 - 2018年3月）
  - Season 6（2018年4月 - 2019年3月）
  - Season 7（2019年4月 - 2020年3月）
  - Season 8（2020年4月 -         ）
- 双極銀玉武闘 PAIR PACHINKO BATTLEシリーズ（パチ・スロ サイトセブンTV）
- ういちとヒカルのおもスロい人々 #177,#178（2016年3月3日,10日、パチ・スロ サイトセブンTV）
- 三流×3（パチンコ★パチスロTV!、2020年1月 - ）